# Shawn Wayans
Pour les articles homonymes, voir Wayans (homonymie).
Shawn Mathis Wayans, né le 19 janvier 1971, est un acteur américain, DJ, producteur, auteur et comédien qui a joué dans Les Frères Wayans et FBI : Fausses blondes infiltrées. Il est le frère de Dwayne, Keenen Ivory, Diedra, Damon, Marlon, Kim, Elvira, Devonne et Nadia Wayans.

## Biographie

### Jeunesse
Shawn Wayans né à New York, est le second plus jeune des dix Wayans. Il est le fils d'Elvira, femme au foyer et assistante sociale et de Howell Wayans, un directeur de supermarché. Shawn Wayans a grandi dans les cités HLM de Chelsea, à Manhattan. Il est diplômé en 1989, au lycée Bayard Rustin.

### Carrière
Shawn Wayans fait ses débuts dans le film I'm Gonna Git You Sucka (en) (1988), réalisé par son grand frère Keenen Ivory Wayans. Et par la suite, dans les sketchs In Living Color, puis en tant qu'acteur, travaillant avec son frère Keenen (créateur de la série), Damon, Marlon et sa sœur Kim. Avec son frère Marlon, il crée la sitcom Les Frères Wayans (The Wayans Bros). Il coécrit, coproduit et joue dans le film réalisé par Paris Barclay Spoof Movie (1996), dans lequel Keenen apparaît. Shawn est apparu dans des épisodes de MacGyver et de Cooper et nous.
Sa carrière a décollé en 2000 grâce au film réalisé par son frère Keenen Scary Movie, une parodie des films d'épouvante de l'époque comme Scream ou Souviens-toi... l'été dernier. Puis en 2001 dans Scary Movie 2. Il garde l'esprit de famille intact puisqu'il rejouera avec son frère Marlon, en 2004 dans le film de Keenen FBI : Fausses blondes infiltrées deux agents du FBI, qui doivent se faire passer pour deux jumelles blondes. En 2006, les frères sont de retour dans Little Man, coécrit et coproduit par Shawn.

## Filmographie

### Films
| Année | Film                             | Rôle            |
| ----- | -------------------------------- | --------------- |
| 1996  | Spoof Movie                      | Cendar          |
| 2000  | Scary Movie                      | Ray Wilkins     |
| 2001  | Scary Movie 2                    | Ray Wilkins     |
| 2004  | FBI : Fausses blondes infiltrées | Kevin Copeland  |
| 2006  | Little Man                       | Darryl          |
| 2009  | Dance Movie                      | Le père du bébé |
| 2026  | Scary Movie 6                    | Ray Wilkins     |

### Télévision
| Année     | Film                                            | Rôle                       |
| --------- | ----------------------------------------------- | -------------------------- |
| 1990      | MacGyver                                        | Robo                       |
| 1990-1994 | In Living Color                                 | Plusieurs rôles différents |
| 1995-1999 | Les Frères Wayans                               | Shawn Williams             |
| 1996-1997 | Waynehead                                       | Toof                       |
| 1999      | Happily Ever After: Fairy Tales for Every Child | Bad Boy (voix)             |
| 2006      | Thugaboo: Sneaker Madness                       | Slim (voix)                |
| 2006      | Thugaboo: Miracle on D-Roc's Street             | Slim                       |